# Ревнивый эстремадурец
«Ревнивый эстремадурец» или «Ревнивец из Эстремадуры» (исп. El celoso extremeño) — новелла испанского писателя Мигеля де Сервантеса, опубликованная в 1613 году в составе сборника «Назидательные новеллы». В ней разрабатывается архетипический сюжет о старом муже и молодой жене, которая его обманывает.
Непосредственными источниками отдельных сюжетных мотивов могли стать «Учительная книга клирика» Петра Альфонси, «История Флореса и Бланкафлор», новелы Маттео Банделло, «Приятные ночи» Джованни Франческо Страпаролы, «Влюблённый Роланд» Маттео Боярдо.
Тот же сюжет Сервантес использовал в интермедии «Ревнивый старик».